# Juri Abramowitsch Lewitin
Juri Abramowitsch Lewitin (russisch Юрий Абрамович Левитин, wiss. Transliteration Jurij Abramovič Levitin; * 15. Dezemberjul. / 28. Dezember 1912greg. in Poltawa, Russisches Kaiserreich, heute Ukraine; † 26. Juli 1993 in Moskau) war ein russischer Komponist.

## Leben
Er studierte am Leningrader Konservatorium Klavier bei Samari Iljitsch Sawschinski bis 1937 sowie Komposition bei Dmitri Schostakowitsch bis zum Abschluss 1942. Während des Studiums arbeitete er von 1931 bis 1941 bereits als Pianist am Staatlichen Estradentheater und an der Leningrader Philharmonie. In den Kriegsjahren 1941/42 wurde er evakuiert und war als musikalischer Leiter am Estradentheater Taschkent tätig. Ab 1942 lebte und arbeitete er in Moskau.
Er hinterließ ein umfangreiches Werk in fast allen Genres – Opern, Oratorien, Kantaten, Sinfonien, Konzerte, Vokal- und Kammermusik, insbesondere Streichquartette. In mehreren größeren Werken setzte er sich mit dem Krieg auseinander. Daneben komponierte er auch viel fürs Unterhaltungsgenre, etwa Lieder, die der Estrada-Sänger Mark Bernes populär machte. Zudem verfasste er die Musik zu rund 70 Filmen. Er schrieb einige systemkonforme Werke, dennoch erhielten manche seiner Kompositionen im Zuge der staatlichen Kampagne gegen den Formalismus 1948 Aufführungsverbot. Als 1951 Schostakowitschs 24 Präludien und Fugen unter Formalismus-Verdacht gerieten, gehörte er zu den wenigen Verteidigern seines Lehrers. Er galt als Vertreter der Leningrader Schule. Stilistisch blieb seine Musiksprache gemäßigt modern. Seit den 40er Jahren war Lewitin mit Mieczysław Weinberg befreundet, der ihm zwei Streichquartette widmete.

## Auszeichnungen
- 1952: Stalinpreis[3]
- 1965: Verdienter Künstler der RSFSR[3]
- 1980: Volkskünstler der RSFSR[3]

## Werke (Auswahl)

### Opern
- Монна Марианна nach Maxim Gorki (1939)
- Мойдодыр nach Kornei Tschukowski (1963)
- Памятник себе (1965)
- Калина красная nach Wassili Schukschin (1983)

### Operetten
- Коронный удар (1972)

### Oratorien
- Священная война – Der heilige Krieg (1942)
- Реквием памяти павших героев – Requiem zum Gedenken an die gefallenen Helden nach Wassili Lebedew-Kumatsch (1946)
- Отчизна – Vaterland nach Wassili Lebedew-Kumatsch (1947)
- Хиросима не должна повториться – Hiroshima darf sich nicht wiederholen!  (1967)
- Памяти поэта nach Nikolai Sabolozki (1988)
- Огни над Волгой – Feuer über der Wolga (1951), ausgezeichnet mit dem Stalinpreis 1952[5]

### Kantaten
- Гори – Die Berge nach Akaki Zereteli u. a. (1949)
- Ленин жив – Lenin lebt nach Wladimir Majakowski u. a. (1960)
- Путь борьбы и побед (1952, rev. 1975)
- Веселые нищие – Die munteren Bettler nach Robert Burns (1963)
- Слуга — царице nach Alexander Blok (1972)
- Разноцветные страницы nach Samuil Marschak (1973)
- Старость nach Nikolai Sabolozki (1976)

### Sinfonische Werke
- 1. Sinfonie Юность  (1948, rev. 1955)
- Sinfonietta Nr. 1 (1951)
- 2. Sinfonie (1962)
- В дни войны (1974)
- Sinfonietta Nr. 2 (1974)
- Sinfonietta Nr. 3 (1976)

### Konzerte
- Konzert Nr. 1 für Klavier (1944)
- Konzert für Klarinette und Fagott (1949)
- Konzert Nr. 2 für Klavier (1952)
- Konzert für Horn (1959)
- Konzert für Oboe (1959)
- Concertino für Cello (1960)

### Kammermusik
- Streichquartette I (1940), II (1943), III (1944), IV (1946), V (1948), VI (1951), VII (1952), VIII (1958), IX (1968), X (1971), XI (1974), XII (1976)
- Sonate für Kontrabass solo (1965)
- Kleine Suite für Vibra-, Marimbaphon und Klavier (1968)

### Lieder
- Рабочий человек
- В дальнем рейсе
- Далеко от дома
- Полевая почта

## Filmographie (Auswahl)
- Тихий Дон – Der stille Don (1958)
- Поднятая целина (1960)
- Коллеги (1962)
- Операция „Трест“ (1967)
- Угрюм-река (1968)
- Освобождение – Befreiung (1969)